# Phytoliriomyza nigricans
Phytoliriomyza nigricans är en tvåvingeart som beskrevs av Spencer 1977. Phytoliriomyza nigricans ingår i släktet Phytoliriomyza och familjen minerarflugor. Inga underarter finns listade i Catalogue of Life.